# Termoficare

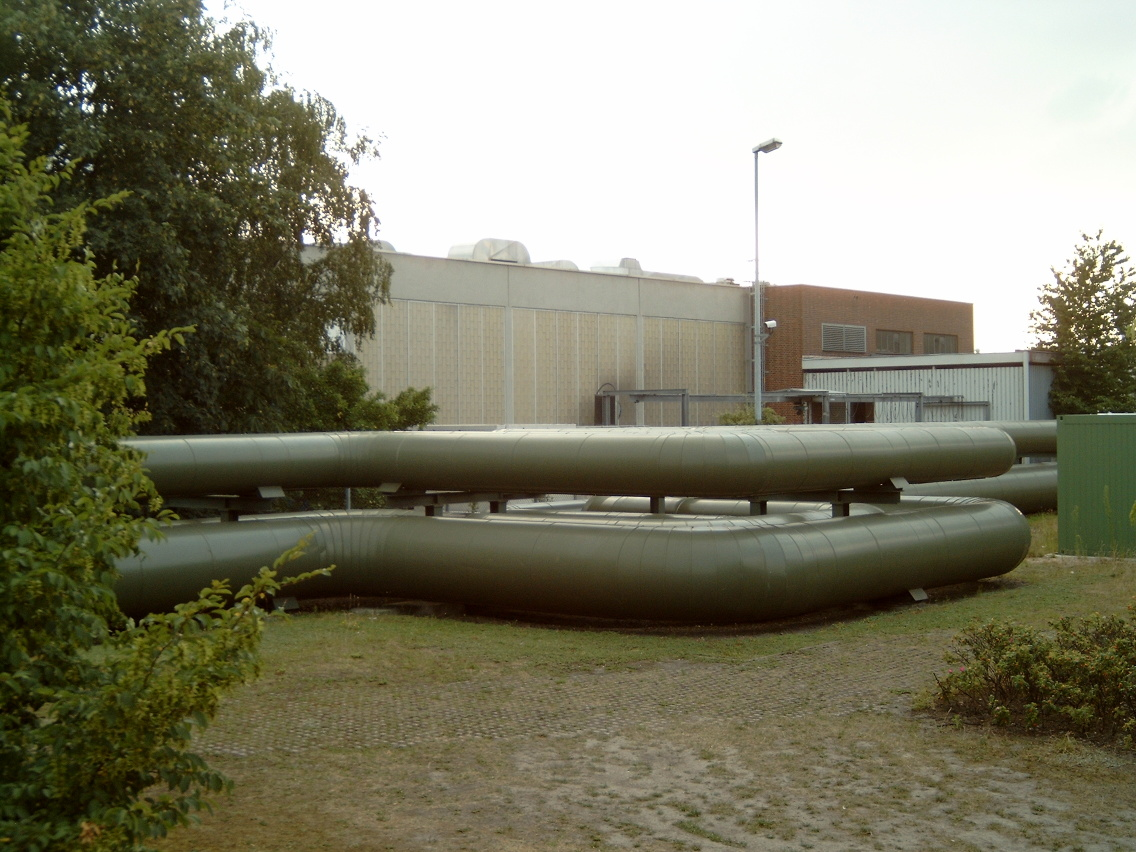
Conducte de termoficare la CET Hanovra.

Termoficarea este încălzirea centrală folosind ca agent termic apa fierbinte produsă în centrale electrice de termoficare, sau aburul uzat din diferite procese tehnologice. Același agent termic este folosit și la producerea apei calde de consum.
Căldura necesară termoficării este obținută de obicei prin cogenerare în termocentrale arzând combustibili fosili, iar mai recent biomasă. Sunt folosite de asemenea centrale termice doar pentru încălzire, centrale geotermale, centrale solare sau centrale nuclearo-electrice. Producerea centralizată a căldurii se poate face cu randamente mari și cu un mai bun control asupra poluării decât dacă această căldură ar fi produsă local. De asemenea, minimizarea emisiilor de carbon în atmosferă este mai ușor de făcut.